# Hryhorij Hanulak
Hryhorij Hryhorowycz Hanulak, ukr. Григорій Григорович Гануляк, pol. Grzegorz Hanulak (ur. 1 marca 1883 w Sieniawie, zm. 30 sierpnia 1945 w Sanoku) – ukraińsko-łemkowski pisarz, wydawca, dziennikarz, działacz gospodarczy. 

## Życiorys
Urodził się 1 marca 1883 w Sieniawie w rodzinie chłopskiej jako syn Grzegorza (rolnik). Podstawowe wykształcenie odebrał w miejscowej szkole. Następnie uczył się w C. K. Gimnazjum w Sanoku, gdzie w 1902 ukończył VI klasę. W 1907 dzięki pomocy Iwana Franki opublikował swoją pierwszą nowelę "Ja się nie boję", w następnym roku założył we Lwowie prywatne Artystyczne Wydawnictwo "Rusałka" o charakterze moskalofilskim. Do 1918 pracował jako redaktor m.in. w gazecie "Russkoje Słowo", "Łemko", był także redaktorem ostatniego numeru ilustrowanego czasopisma dla dzieci "Winocziek", które było wydawane przez Stowarzyszenie Rosyjskich Kobiet we Lwowie (1908). Hanulak był także redaktorem moskalofilskiej serii wydawniczej "Sowriemiennaja Biblioteka". Wydawnictwo Rusałka kierowane przez Hanulaka wydaje w tym czasie szereg prac działaczy moskalofilskich I. Naumowycza, W. Załozećkoho, i I. Pasiczynśkoho. W 1921 był redaktorem serii wydawniczej "Literaturna Biblioteka". Wydał tomik poezji pt. Wiosenne dni. Swoje utwory podpisywał pseudonimami Hryhorij Hryhorijewycz, Hryhorij Sołodkowycz, bądź Hryhorij Cukornyk.
W latach dwudziestych był m.in. sekretarzem "Miszczanśkoho Bractwa" we Lwowie, prezesem rady nadzorczej Banku Przemysłowo Handlowego, a od 1927 zarządzał "Sojuzem Ukrainśkych Kupciw". W roku 1928 Hanulak został wybrany pierwszym ukraińskim radcą w Izbie Handlowo-Przemysłowej we Lwowie, natomiast w 1937 został członkiem Towarzystwa Ukraińskich Pisarzy i Dziennikarzy im. I. Franki we Lwowie. 
Agresję ZSRR na Polskę z 17 września 1939 przyjął bardzo pozytywnie. Jako jeden z pierwszych przystąpił do pracy w Komitecie Pisarzy Radzieckich. Jego utwory w latach 1939–1941 drukowane były m.in. w "Literaturnej Gazietie", "Kriestance", "Komuniście", "Młodym Bolszewiku", "Komsomolcu Ukrainy", "Wilnej Ukrainie". Przekazał na rzecz Lwowskiej Biblioteki Narodowej archiwum Bohdana Ihora Antonycza (zmarłego w 1937), po 1939 skonfiskowane przez NKWD. W bibliotece pracował od 1940 do 1941.
15 września 1940 został przyjęty do Związku Pisarzy Radzieckich. W 1941 w Kijowie opublikowano jego zbiór opowiadań "Za lasami, za górami" gdzie "w bardzo realistyczny sposób przedstawił obrazy codziennego życia oraz naświetlone ciężkie losy ludu łemkowskiego w Polsce"; ("Pod kuratelą", "Kuśka pyszna", "W starym kraju", "Pan kandydat", "Obywatelstwo polskie"), opisywał też obrazy z życia radzieckiego "Naucz się czytać", Zrealizowane marzenia", "Radość". Od czerwca 1940 pracował we lwowskiej filii biblioteki Akademii Nauk Ukrainy. 
Do końca życia zamieszkiwał w Sanoku przy ulicy Zamkowej 24. Zmarł w tym mieście 30 sierpnia 1945. Został pochowany na obecnym cmentarzu przy ulicy Jana Matejki  w Sanoku.